# Bahnstrecke Nürnberg–Crailsheim
| | |                                             |                                           |
| Streckennummer (DB): | 5902 (Nürnberg Hbf–Grenze) 4951 (Crailsheim–Grenze)                                                  |                                             |                                           |
| Kursbuchstrecke (DB): | 785, 890.4                                                                                           |                                             |                                           |
| Kursbuchstrecke: | 420 (1946) 420a (Nürnberg Hbf – Nürnberg-Stein 1946) 420c (Ansbach – Leutershausen-Wiedersbach 1946) |                                             |                                           |
| Streckenlänge: | 90,387 km                                                                                            |                                             |                                           |
| Spurweite: | 1435 mm (Normalspur)                                                                                 |                                             |                                           |
| Streckenklasse: | D4                                                                                                   |                                             |                                           |
| Stromsystem: | 15 kV, 16,7 Hz ~                                                                                     |                                             |                                           |
| Streckengeschwindigkeit: | 160 km/h                                                                                             |                                             |                                           |
| Zugbeeinflussung: | PZB                                                                                                  |                                             |                                           |
| Zweigleisigkeit: | durchgehend                                                                                          |                                             |                                           |
| | |                                             |                                           |
| \| \| \| von Irrenlohe \| \| \| \| \| von Feucht (S-Bahn) \| \| \| \| \| von Regensburg Hbf \| \| \| \| \| von Cheb \| \| \| \| 0,000 \| Nürnberg Hbf \| (312 m) \| \| \| \| nach Roth \| \| \| \| \| nach Treuchtlingen \| \| \| \| \| nach Bamberg \| \| \| \| \| Straßenbahn Nürnberg (Steinbühler Tunnel) \| \| \| \| 1,300 \| Bahnstrecke Treuchtlingen–Nürnberg \| Bahnstrecke Treuchtlingen–Nürnberg \| \| \| 1,400 \| Bahnstrecke Nürnberg–Roth \| Bahnstrecke Nürnberg–Roth \| \| \| 1,500 \| Bundesautobahn 73 (15 und 10 m) \| Bundesautobahn 73 (15 und 10 m) \| \| \| 1,800 \| Nürnberg Rbf–Nürnberg Hgbf (23 m) \| Nürnberg Rbf–Nürnberg Hgbf (23 m) \| \| \| 2,000 \| Anschlussgleis zum Viehhof (15 m) \| Anschlussgleis zum Viehhof (15 m) \| \| \| \| U-Bahn Nürnberg \| \| \| \| 3,004 \| Nürnberg-Schweinau \| Nürnberg-Schweinau \| \| \| 3,500 \| Bundesstraße 4 R \| Bundesstraße 4 R \| \| \| 4,300 \| Ringbahn (15 m) \| Ringbahn (15 m) \| \| \| 4,500 \| Südwesttangente und \| Südwesttangente und \| \| \| \| Main-Donau-Kanal (zusammen 101 m) \| \| \| \| \| Strecke 5951 von Nürnberg Rbf Ausfahrt \| \| \| \| 5,224 \| Nürnberg-Stein \| 312 m \| \| \| \| Bahnanschluss Kraftwerk Franken I \| \| \| \| \| nach Unternbibert-Rügland \| \| \| \| \| Bahnanschluss Kraftwerk Franken I \| \| \| \| 6,210 \| Rednitz (154 m) \| Rednitz (154 m) \| \| \| 7,742 \| Unterasbach \| 324 m \| \| \| 9,515 \| Oberasbach \| 336 m \| \| \| 10,200 \| Rehdorf \| Rehdorf \| \| \| 12,037 \| Anwanden \| 348 m \| \| \| 14,712 \| Roßtal \| 368 m \| \| \| 15,825 \| Roßtal Wegbrücke \| Roßtal Wegbrücke \| \| \| 18,850 \| Clarsbach \| Clarsbach \| \| \| 20,135 \| Raitersaich (Hp + Awanst E.ON UW) \| 397 m \| \| \| 25,410 \| Heilsbronn (Hp von Apr. 2002 bis Sep. 2010) \| 422 m \| \| \| 28,800 \| Bundesstraße 14 \| Bundesstraße 14 \| \| \| 30,302 \| Petersaurach Nord (seit 2014) \| Petersaurach Nord (seit 2014) \| \| \| \| von Windsbach \| \| \| \| 32,450 \| Wicklesgreuth \| 461 m \| \| \| \| Militäranschlussgleis nach Katterbach \| \| \| \| 36,946 \| Sachsen (b Ansbach) \| 437 m \| \| \| 41,600 \| Fränkische Rezat (70 m) \| Fränkische Rezat (70 m) \| \| \| \| von Treuchtlingen \| \| \| \| 43,100 \| Bundesstraße 13 (12 m) \| Bundesstraße 13 (12 m) \| \| \| 43,718 \| Ansbach \| 408 m \| \| \| \| Bundesstraße 14 (38 m) \| \| \| \| \| nach Würzburg Hbf \| \| \| \| 46,900 \| Schalkhausen \| Schalkhausen \| \| \| 48,210 \| Schalkhausen (Bk) \| Schalkhausen (Bk) \| \| \| 50,500 \| Lengenfeld (Mfr) \| Lengenfeld (Mfr) \| \| \| 52,130 \| Neunkirchen (b Ansbach) \| Neunkirchen (b Ansbach) \| \| \| 54,000 \| Leutershausen-Wiedersbach \| 444 m \| \| \| \| nach Bechhofen \| \| \| \| \| Altmühl (38 m) \| \| \| \| 57,560 \| Büchelberg \| 430 m \| \| \| 62,550 \| Eichholz (Bk) \| Eichholz (Bk) \| \| \| \| Sulzach \| \| \| \| \| von Nördlingen \| \| \| \| 67,090 \| Dombühl \| 473 m \| \| \| \| nach Rothenburg o d Tauber \| \| \| \| \| Wörnitz \| \| \| \| 73,120 \| Zumhaus \| Zumhaus \| \| \| \| Bundesautobahn 7 \| \| \| \| \| Bundesautobahn 6 \| \| \| \| 78,422 \| Schnelldorf \| 467 m \| \| \| 80,07910,310 \| Regionalbereichsgrenze Süd/Südwest \| Regionalbereichsgrenze Süd/Südwest \| \| \| 10,309 \| Landesgrenze Bayern/Baden-Württemberg \| Landesgrenze Bayern/Baden-Württemberg \| \| \| 7,990 \| Ellrichshausen \| 458 m \| \| \| \| Bundesstraße 290 \| \| \| \| \| von Königshofen \| \| \| \| \| Jagst (100 m) \| \| \| \| 0,002 \| Crailsheim \| 408 m \| \| \| \| nach Heilbronn \| \| \| \| \| nach Goldshöfe \| \| \| \| \| \| \| \| Quellen: [1][2][3] \| \| \| \| | |                                             |                                           |
| Strecke | | von Irrenlohe                               | von Irrenlohe                             |
| Abzweig geradeaus und von links | | von Feucht (S-Bahn)                         | von Feucht (S-Bahn)                       |
| Abzweig geradeaus und von links | | von Regensburg Hbf                          | von Regensburg Hbf                        |
| Abzweig geradeaus und von rechts | | von Cheb                                    | von Cheb                                  |
| Bahnhof | 0,000                                                                                                | Nürnberg Hbf                                | (312 m)                                   |
| Abzweig geradeaus und nach rechts | | nach Roth                                   | nach Roth                                 |
| Abzweig geradeaus und nach rechts | | nach Treuchtlingen                          | nach Treuchtlingen                        |
| Abzweig geradeaus und nach rechts | | nach Bamberg                                | nach Bamberg                              |
| Kreuzung mit U-Bahn geradeaus oben | | Straßenbahn Nürnberg (Steinbühler Tunnel)   | Straßenbahn Nürnberg (Steinbühler Tunnel) |
| Kreuzung geradeaus unten | 1,300                                                                                                | Bahnstrecke Treuchtlingen–Nürnberg          | Bahnstrecke Treuchtlingen–Nürnberg        |
| Kreuzung geradeaus unten | 1,400                                                                                                | Bahnstrecke Nürnberg–Roth                   | Bahnstrecke Nürnberg–Roth                 |
| Brücke | 1,500                                                                                                | Bundesautobahn 73 (15 und 10 m)             | Bundesautobahn 73 (15 und 10 m)           |
| Kreuzung geradeaus oben | 1,800                                                                                                | Nürnberg Rbf–Nürnberg Hgbf (23 m)           | Nürnberg Rbf–Nürnberg Hgbf (23 m)         |
| Kreuzung geradeaus oben (Querstrecke außer Betrieb) | 2,000                                                                                                | Anschlussgleis zum Viehhof (15 m)           | Anschlussgleis zum Viehhof (15 m)         |
| Kreuzung mit U-Bahn mit Tunnelstrecke | | U-Bahn Nürnberg                             | U-Bahn Nürnberg                           |
| Bahnhof | 3,004                                                                                                | Nürnberg-Schweinau                          | Nürnberg-Schweinau                        |
| Strecke mit Straßenbrücke | 3,500                                                                                                | Bundesstraße 4 R                            | Bundesstraße 4 R                          |
| Kreuzung geradeaus oben | 4,300                                                                                                | Ringbahn (15 m)                             | Ringbahn (15 m)                           |
| Strecke geradeaus | 4,500                                                                                                | Südwesttangente und                         | Südwesttangente und                       |
| Strecke unter Wasserlauf Ende Hochstrecke | | Main-Donau-Kanal (zusammen 101 m)           | Main-Donau-Kanal (zusammen 101 m)         |
| Abzweig geradeaus und von links | | Strecke 5951 von Nürnberg Rbf Ausfahrt      | Strecke 5951 von Nürnberg Rbf Ausfahrt    |
| Bahnhof | 5,224                                                                                                | Nürnberg-Stein                              | 312 m                                     |
| Abzweig geradeaus und ehemals nach links | | Bahnanschluss Kraftwerk Franken I           | Bahnanschluss Kraftwerk Franken I         |
| Abzweig geradeaus und ehemals nach rechts | | nach Unternbibert-Rügland                   | nach Unternbibert-Rügland                 |
| Abzweig geradeaus und nach links | | Bahnanschluss Kraftwerk Franken I           | Bahnanschluss Kraftwerk Franken I         |
| Brücke über Wasserlauf | 6,210                                                                                                | Rednitz (154 m)                             | Rednitz (154 m)                           |
| Haltepunkt / Haltestelle | 7,742                                                                                                | Unterasbach                                 | 324 m                                     |
| Haltepunkt / Haltestelle | 9,515                                                                                                | Oberasbach                                  | 336 m                                     |
| ehemaliger Haltepunkt / Haltestelle | 10,200                                                                                               | Rehdorf                                     | Rehdorf                                   |
| Haltepunkt / Haltestelle | 12,037                                                                                               | Anwanden                                    | 348 m                                     |
| Bahnhof | 14,712                                                                                               | Roßtal                                      | 368 m                                     |
| Haltepunkt / Haltestelle | 15,825                                                                                               | Roßtal Wegbrücke                            | Roßtal Wegbrücke                          |
| ehemaliger Haltepunkt / Haltestelle | 18,850                                                                                               | Clarsbach                                   | Clarsbach                                 |
| Haltepunkt / Haltestelle | 20,135                                                                                               | Raitersaich (Hp + Awanst E.ON UW)           | 397 m                                     |
| Bahnhof | 25,410                                                                                               | Heilsbronn (Hp von Apr. 2002 bis Sep. 2010) | 422 m                                     |
| Strecke mit Straßenbrücke | 28,800                                                                                               | Bundesstraße 14                             | Bundesstraße 14                           |
| Haltepunkt / Haltestelle | 30,302                                                                                               | Petersaurach Nord (seit 2014)               | Petersaurach Nord (seit 2014)             |
| Abzweig geradeaus und von links | | von Windsbach                               | von Windsbach                             |
| Bahnhof | 32,450                                                                                               | Wicklesgreuth                               | 461 m                                     |
| Abzweig geradeaus und ehemals nach rechts | | Militäranschlussgleis nach Katterbach       | Militäranschlussgleis nach Katterbach     |
| Haltepunkt / Haltestelle | 36,946                                                                                               | Sachsen (b Ansbach)                         | 437 m                                     |
| Brücke über Wasserlauf | 41,600                                                                                               | Fränkische Rezat (70 m)                     | Fränkische Rezat (70 m)                   |
| Abzweig geradeaus und von links | | von Treuchtlingen                           | von Treuchtlingen                         |
| Brücke | 43,100                                                                                               | Bundesstraße 13 (12 m)                      | Bundesstraße 13 (12 m)                    |
| Bahnhof | 43,718                                                                                               | Ansbach                                     | 408 m                                     |
| Brücke | | Bundesstraße 14 (38 m)                      | Bundesstraße 14 (38 m)                    |
| Abzweig geradeaus und nach rechts | | nach Würzburg Hbf                           | nach Würzburg Hbf                         |
| ehemaliger Haltepunkt / Haltestelle | 46,900                                                                                               | Schalkhausen                                | Schalkhausen                              |
| ehemalige Blockstelle | 48,210                                                                                               | Schalkhausen (Bk)                           | Schalkhausen (Bk)                         |
| ehemaliger Haltepunkt / Haltestelle | 50,500                                                                                               | Lengenfeld (Mfr)                            | Lengenfeld (Mfr)                          |
| ehemaliger Haltepunkt / Haltestelle | 52,130                                                                                               | Neunkirchen (b Ansbach)                     | Neunkirchen (b Ansbach)                   |
| Bahnhof | 54,000                                                                                               | Leutershausen-Wiedersbach                   | 444 m                                     |
| Abzweig geradeaus und ehemals nach links | | nach Bechhofen                              | nach Bechhofen                            |
| Brücke über Wasserlauf | | Altmühl (38 m)                              | Altmühl (38 m)                            |
| ehemaliger Haltepunkt / Haltestelle | 57,560                                                                                               | Büchelberg                                  | 430 m                                     |
| ehemalige Blockstelle | 62,550                                                                                               | Eichholz (Bk)                               | Eichholz (Bk)                             |
| Brücke über Wasserlauf | | Sulzach                                     | Sulzach                                   |
| Abzweig geradeaus und von links | | von Nördlingen                              | von Nördlingen                            |
| Bahnhof | 67,090                                                                                               | Dombühl                                     | 473 m                                     |
| Abzweig geradeaus und ehemals nach rechts | | nach Rothenburg o d Tauber                  | nach Rothenburg o d Tauber                |
| Brücke über Wasserlauf | | Wörnitz                                     | Wörnitz                                   |
| ehemaliger Haltepunkt / Haltestelle | 73,120                                                                                               | Zumhaus                                     | Zumhaus                                   |
| Strecke mit Straßenbrücke | | Bundesautobahn 7                            | Bundesautobahn 7                          |
| Strecke mit Straßenbrücke | | Bundesautobahn 6                            | Bundesautobahn 6                          |
| Bahnhof | 78,422                                                                                               | Schnelldorf                                 | 467 m                                     |
| Kilometer-Wechsel | 80,07910,310                                                                                         | Regionalbereichsgrenze Süd/Südwest          | Regionalbereichsgrenze Süd/Südwest        |
| Grenze | 10,309                                                                                               | Landesgrenze Bayern/Baden-Württemberg       | Landesgrenze Bayern/Baden-Württemberg     |
| ehemaliger Bahnhof | 7,990                                                                                                | Ellrichshausen                              | 458 m                                     |
| Strecke mit Straßenbrücke | | Bundesstraße 290                            | Bundesstraße 290                          |
| Abzweig geradeaus und von rechts | | von Königshofen                             | von Königshofen                           |
| Brücke über Wasserlauf | | Jagst (100 m)                               | Jagst (100 m)                             |
| Bahnhof | 0,002                                                                                                | Crailsheim                                  | 408 m                                     |
| Abzweig geradeaus und nach rechts | | nach Heilbronn                              | nach Heilbronn                            |
| Strecke | | nach Goldshöfe                              | nach Goldshöfe                            |
| | |                                             |                                           |
| Quellen: | |                                             |                                           |

Die Bahnstrecke Nürnberg–Crailsheim ist eine Hauptbahn im Norden der Bundesländer Bayern und Baden-Württemberg, welche die Metropolregion Nürnberg über die mittelfränkische Bezirkshauptstadt Ansbach mit Crailsheim verbindet. Die heutige Kursbuchstrecke 785 bzw. 890.4 (S-Bahn Nürnberg) hat eine große Bedeutung im deutschen Schienenverkehr. Sie dient im Abschnitt Nürnberg–Ansbach bei Störungen als Umleitungsstrecke für den Fernverkehr zwischen Nürnberg und Würzburg (über Uffenheim) bzw. Nürnberg und Treuchtlingen (über Gunzenhausen) und entlastet die Bahnstrecke Fürth–Würzburg im Güterverkehr.

## Geschichte
Minister Gustav von Schlör befürwortete bei ersten Planungen im Jahr 1862 eine Führung der Strecke über Fürth und Zirndorf nach Crailsheim. Am 15. Mai 1875 eröffneten die Königlich Bayerische Staats-Eisenbahnen den Abschnitt Nürnberg – Ansbach auf direktem Weg, da der Industrielle Lothar von Faber eine Führung nahe seinen Fabriken in Stein durchsetzen konnte.
Am 22. März 1873 kam das Projekt in den württembergischen Finanzierungsplan und am 9. Mai 1873 veröffentlichte Bayern erste Bauausschreibungen. Das Militär betrachtete die Verbindung als wichtige Aufmarschstrecke zum „Erbfeind“ Frankreich und verlangte für möglichst lange und schwere Züge Gleisbögen mit mindestens 800 Meter Radius und Steigungen von höchstens 6,7‰. Aufwändige Kunstbauwerke und hohe Baukosten waren dafür in Kauf zu nehmen.
Wie in Bayern üblich hatten alle Bahnhöfe mindestens zwei Gleise, die Strecken dazwischen bekamen zunächst aber nur eines für beide Richtungen. Beim Grunderwerb sowie Brücken und Dämmen wurde ihre spätere Verbreiterung vorbereitet. Den Bahnhof Crailsheim bestimmte man zur „alleinigen und gemeinsamen Wechselstation“ und überließ den erheblich erweiterten Ostteil der bayerischen Bahnverwaltung „zur Mitbenutzung“.
Am 15. Mai 1875 wurden die 43,7 km von Nürnberg bis Ansbach eröffnet und 17 Tage später um 46,7 km nach Crailsheim verlängert. Zwischen den Bahnhöfen Stein und Roßtal gab es zunächst keine weitere Station.
1887 beschloss Bayern den zweigleisigen Ausbau von Nürnberg bis zur „württembergischen Grenze in der Richtung auf Crailsheim“. Auch Württemberg wurde aktiv und im Laufe des Jahres 1888 nahm man das zweite Gleis von Nürnberg bis Crailsheim abschnittsweise in Betrieb.
Mit dem Fahrplanwechsel am 1. Oktober 1898 gingen „für den Vorortverkehr die Halteplätze Anwanden, Rehdorf und Unterasbach“ in Betrieb. Clarsbach folgte 1903 als vorerst letzte Station – erst 111 Jahre später wurde Petersaurach Nord eröffnet!
Die Strecke wurde 1936 ins Netz der Schnelltriebwagen eingebunden: Ein werktägliches Zugpaar verkehrte ohne Zwischenhalte zwischen Stuttgart und Nürnberg und zwischen Nürnberg und Berlin vereinigt mit einem Zugteil von/nach München. 1939 fuhren der FDt 1551 Stuttgart 6:15 – Nürnberg 8:21/37 – Leipzig 12:04/06 – Berlin 13:24 Uhr und der FDt 1552 Berlin 16:40 – Leipzig 18:06/09 – Nürnberg 21:42/50 – Stuttgart 23:53 Uhr.
Der Bahnhof Ansbach erfuhr in den 1960er Jahren drei große Umbauten: Zuerst wurde der Spurplan verändert, um die nutzbaren Gleislängen zu vergrößern. Dann wurde der Bahnhof (zunächst für die Nord-Süd-Achse Würzburg-Treuchtlingen) bis Mai 1965 elektrifiziert. 1968 ging schließlich das neue Drucktasten-Stellwerk (Dr-S) „Af“ in Betrieb und ersetzte fünf mechanische Stellwerke.
In den folgenden Jahren ersetzte die Deutsche Bundesbahn acht weitere Stellwerke, die teilweise schon über 70 Jahre alt waren: 1968 Wicklesgreuth (2), Roßtal und Oberasbach, 1969 Sachsen b. Ansbach, 1972 Heilsbronn (2) und Raitersaich. Die Einsparung war enorm, da die meisten Stellwerke rund um die Uhr besetzt sein mussten. Das Bahnbetriebswerk Ansbach wurde am 1. Januar 1970 zu einer Außenstelle des Bw Nürnberg Rbf „degradiert“: In besten Zeiten waren dort rund 450 Mitarbeiter beschäftigt. Nach dem Ende der personalintensiven Dampflokunterhaltung und Rationalisierungen in allen Bereichen sank der Personalbestand auf etwa 100, was aus Sicht der Bundesbahn keine eigene Verwaltung vor Ort mehr rechtfertigte.
Um 1970 erwog die Deutsche Bundesbahn im Rahmen einer Vorplanung, eine Neubaustrecke von Nürnberg über Crailsheim und Heidelberg in Richtung Saarland zu bauen. Diese Neubaustrecke sollte Ansbach südlich umfahren und nördlich an Crailsheim vorbei in Richtung Heidelberg führen. Ansbach und Crailsheim sollten über Verbindungskurven an die Schnellbahn angebunden werden.
Die Deutsche Bundesbahn elektrifizierte die Strecke zwischen Nürnberg und Ansbach und nahm am 19. Mai 1972 den elektrischen Betrieb auf.
Im Laufe des Jahres 1984 elektrifizierte die Bundesbahn den Abschnitt Ansbach–Crailsheim zusammen mit der anschließenden Bahnstrecke Goldshöfe–Crailsheim. Dabei „vereinfachte“ sie die Gleisanlagen der Unterwegsbahnhöfe und schloss deren Stellwerke: Ab dem Herbst ersetzte ein Relaisstellwerk in Dombühl dort zwei mechanische Vorgänger und steuerte die Bahnhöfe Leutershausen-Wiedersbach und Schnelldorf fern. Seit dem 19. Mai 1985 können Züge mit elektrischen Loks von Nürnberg über Aalen nach Stuttgart durchfahren.
Die Strecke wurde als Teil der Ausbaustrecke Nürnberg–Stuttgart in den Bundesverkehrswegeplan 1985 aufgenommen. Darin war geplant, die Strecke durch Linienverbesserungen und Signalanpassungen für eine Streckengeschwindigkeit von maximal 200 km/h auszubauen. Das Projekt war im folgenden Bundesverkehrswegeplan 1992 nicht mehr enthalten.

### S-Bahn-Ausbau
Am 12. Dezember 2010 ging die Linie S4 der S-Bahn Nürnberg zwischen Nürnberg und Ansbach in Betrieb. Dafür wurden alle Zwischenstationen S-Bahn-gerecht und barrierefrei ausgebaut. Der zusätzliche Haltepunkt „Petersaurach Nord“ zwischen Wicklesgreuth und Heilsbronn wurde am 12. September 2014 eröffnet. Die S-Bahn-Verlängerung nach Dombühl über den im Personenverkehr wiedereröffneten Bahnhof Leutershausen-Wiedersbach, der dabei sein Überholgleis verlor, wurde im Dezember 2017 eröffnet und wird im Zweistundentakt bedient.
Am 7. Oktober 2009 unterzeichneten das bayerische Verkehrsministerium und die Deutsche Bahn die Planungsvereinbarung zur Verlängerung der S4 von Ansbach nach Dombühl. Die Fertigstellung des rund fünf Millionen Euro teuren Vorhabens, das die Anpassung der Strecken- und Sicherungsanlagen sowie die Wiederinbetriebnahme des Haltes Leutershausen-Wiedersbach beinhaltete, war ursprünglich für Dezember 2013 geplant, verzögerte sich aber bis Ende 2017.
Im bereits Ende 2013 ausgeschriebenen Verkehrsvertrag der S-Bahn Nürnberg für den Zeitraum von Dezember 2017 bis Dezember 2029 wurde die zweistündliche S-Bahn-Verlängerung über Ansbach hinaus nach Dombühl berücksichtigt. Erst im Juni 2016 wurde eine Einigung um den Infrastrukturausbau für die 23 km lange Verlängerung erzielt. Von den Kosten von 5,5 Millionen Euro übernimmt der Freistaat Bayern 2,2 Millionen Euro und beteiligt sich zusätzlich an den Planungskosten. Mit einem symbolischen ersten Spatenstich wurden die Bauarbeiten am 23. März 2017 begonnen. Die zweistündliche Verlängerung der S-Bahn umfasst ein Volumen von 170.000 Zugkilometern pro Jahr.
Am 12. April 2018 hat der Wirtschaftsausschuss des bayerischen Landtags einen Antrag zur Prüfung der Verlängerung der S-Bahn nach Crailsheim angenommen. Auch die Landesregierung von Baden-Württemberg setzt sich für eine Verlängerung ein. Für die Umsetzung des Vorhabens müssten voraussichtlich die Bahnhöfe Schnelldorf und Crailsheim barrierefrei aus- und umgebaut, zusätzliche Fahrzeuge bestellt werden und es sind weitere Anpassungen für die Strecke und in den Bahnhöfen notwendig.
Laut den im Mai 2020 bekannt gewordenen Aussagen eines Gutachtens sei die Verlängerung der S-Bahn nach Crailsheim möglich, wobei hierbei die zweistündliche Verlängerung der S4 empfohlen wird. Durch diese Erweiterung würde in Kombination mit den ebenfalls zweistündlich verkehrenden Regional-Express-Zügen eine stündliche Bedienung aller noch bestehenden Stationen zwischen Ansbach und Crailsheim erfolgen. Die Studie wurde ursprünglich von den beiden Ländern, den Anrainerlandkreisen und dem Verkehrsverbund Großraum Nürnberg in Auftrag gegeben. Nunmehr soll die Finanzierung geklärt werden. Darauf aufbauend wurde am 4. Dezember 2020 eine Absichtserklärung unterzeichnet, um die S-Bahn Nürnberg ab Ende 2024 bis Crailsheim zu verlängern. In Verbindung mit den Regionalzügen ergibt sich für Leutershausen-Wiedersbach, Dombühl und Schnelldorf ein stündliches Verkehrsangebot.
Nordöstlich des Autobahnkreuzes Feuchtwangen/Crailsheim plant der Zweckverband Industrie-/Gewerbepark InterFranken gemeinsam mit dem Freistaat Bayern eine Güterverladestation „Interfranken“ für Güter-Vollzüge direkt an der Bahnstrecke.

### ICE-Werk Nürnberg
Für das geplante ICE-Werk Nürnberg wurden 2021 drei Standorte entlang der Strecke erwogen (Raitersaich, Müncherlbach, Heilsbronn), geprüft und letztlich verworfen, da sie nicht schnell genug vom Hauptbahnhof Nürnberg erreichbar seien. Nach späteren Angaben ließen sich aufgrund der Auslastung der Strecke sowie des Hauptbahnhofs Nürnberg nicht alle gewünschten Werksfahrten durchführen.

## Streckenbeschreibung

### Verlauf
Die Strecke verlässt den Hauptbahnhof Nürnberg zusammen mit den Strecken nach Bamberg und nach Treuchtlingen gen Westen und trennt sich an der Stelle „An den Rampen“ von ihnen. Nach der Überquerung des Frankenschnellweges sowie der Verbindungsbahnen zum ehemaligen Hauptgüterbahnhof und zum Viehhof führt die Strecke am Stadtteil Schweinau mit gleichlautendem Bahnhof und dem Gewerbegebiet „Tillypark“ vorbei, überquert Ringbahn, Südwesttangente sowie den Main-Donau-Kanal und erreicht den auf Nürnberger Stadtgebiet liegenden Bahnhof Nürnberg-Stein, an dem bis 1986 die Bibertbahn nach Unternbibert-Rügland abzweigte. Im Anschluss überquert die Strecke die Rednitz, führt an Ober- und Unterasbach vorbei und weiter zwischen Bibert im Norden und Bundesstraße 14 im Süden über Roßtal und Heilsbronn nach Wicklesgreuth. Dort zweigt zum einen die Nebenbahn nach Windsbach als auch ein Militäranschluss zum Stützpunkt der United States Army in Katterbach ab. Durch den Lichtenauer Forst führt die Strecke weiter nach Sachsen bei Ansbach und von dort aus parallel zur Fränkischen Rezat und ab dem Ansbacher Stadtteil Eyb zusammen mit der Bahnstrecke von Treuchtlingen zum Ansbacher Bahnhof.
Nach dem Bahnhof Ansbach zweigt die Strecke nach Würzburg gen Nordwesten ab, wohingegen sich die Strecke nach Crailsheim gen Südwesten wendet, um ab Leutershausen-Wiedersbach am Südrand der Frankenhöhe entlangzuführen. Bei Eichholz knickt die Strecke, um das Rüsselholz zu umfahren, nach Nordwesten ab und führt nach einem Linksknick zwischen ihm und dem Klosterberg hindurch zum ehemaligen Knotenbahnhof Dombühl. Dieser war Ausgangspunkt der Strecken nach Steinach (b Rothenburg o d Tauber) und nach Nördlingen. Im folgenden Verlauf führt die Strecke unter den Bundesautobahnen 7 und 6 hindurch, überquert nach dem Bahnhof Schnelldorf die Landesgrenze Bayern/Baden-Württemberg und trifft bei Beuerlbach auf die Bahnstrecke Crailsheim–Königshofen, mit der sie zusammen im Bahnhof Crailsheim endet.

### Ausbauzustand
Die Strecke ist durchgehend zweigleisig und elektrifiziert. Die zulässige Geschwindigkeit beträgt bis zu 160 km/h. Im Regional- und S-Bahn-Verkehr werden zwischen Roßtal-Wegbrücke und Roßtal wegen Gleiswechsel nur 80 km/h gefahren. Neben den Endpunkten sind die Bahnhöfe Nürnberg-Stein, Roßtal, Wicklesgreuth, Ansbach und Dombühl mit Überholgleisen ausgestattet.

### Bahnhöfe
Der sanierte Güterschuppen des ehemaligen Bahnhofs Ellrichshausen war 1989 einer der fünf Preisträger des Peter-Haag-Preises. Der von Georg von Morlok 1874 erbaute Schuppen beherbergt heute ein privates Automobilmuseum.

## Verkehr und Fahrzeugeinsatz
Im ersten Fahrplan der Strecke standen vier Personenzüge je Richtung, die alle 14 Stationen bedienten. Je nach Dauer des Aufenthalts im Bahnhof Ansbach betrug die Fahrtzeit zwischen 3:40 bis 9:20 Stunden.
1914 war das Angebot über die ganze Strecke ausgeglichen, da die meisten Personenzüge mit Fahrzeiten von 2½ bis 3½ Stunden von Nürnberg bis Crailsheim durchfuhren. Nur ein Schnellzug hielt in Heilsbronn und Wicklesgreuth. Das hochwertigste Zugpaar war der Paris-Karlsbad-Express, der nur die 1. Wagenklasse führte: Der L 65 verließ Paris um 19:35 und Karlsruhe um 5:54 Uhr, hielt dann nur noch in Heilbronn und Crailsheim und erreichte Nürnberg um 10:24 Uhr. Der L 64 war in der Gegenrichtung 1½ Stunden länger unterwegs: Nürnberg 18:12 – Karlsruhe 22:38 – Paris 7:31 Uhr.
Auf der Strecke Stuttgart–Nürnberg fuhr die 01 180 die letzten regulären dampflok-bespannten Schnellzüge von Nürnberg aus im Herbst 1967. Danach wurde die Dampflok-Unterhaltung im Bahnbetriebswerk Nürnberg Hbf aufgegeben und alle Lokomotiven der Baureihe 01 im Bahnbetriebswerk Hof konzentriert, wo die letzten bis 1973 allerdings in Oberfranken eingesetzt waren.
Nach der Elektrifizierung Nürnberg–Ansbach 1972 führten die Güterzüge in Ost-West-Richtung in Ansbach Lokomotivwechsel durch, während die Schnell- und Eilzüge zwischen Stuttgart oder Heilbronn und Nürnberg weiterhin durchgehend mit Diesellokomotiven bespannt wurden. Durch die höhere Beschleunigung der Elektrolokomotiven verkürzte sich die Fahrzeit der Nahverkehrszüge zwischen Nürnberg und Ansbach von durchschnittlich 60 auf 43 Minuten. Die Nachfrage stieg und das Angebot wurde verdichtet. Die Nahverkehrszüge wurden meist aus Elektrolokomotiven der Baureihen 110, 111 oder 112 und vier oder fünf n-Wagen mit einem Steuerwagen gebildet. Zwischen Ansbach und Crailsheim sanken die Zug- und Fahrgastzahlen.
Ab dem 2. Juni 1985 kamen ein paar Schnellzüge von Nürnberg über Aalen nach Stuttgart neu ins Kursbuch.
Am 17. Mai 1989 entfiel die Bedienung der Bahnhöfe Leutershausen-Wiedersbach und Schnelldorf im Personenverkehr. Dank dem Widerstand von Lokalpolitikern und der Bevölkerung blieb der Personenverkehr im Bahnhof Dombühl erhalten, so dass dieser zum einzigen Zwischenhalt zwischen Ansbach und Crailsheim wurde.
Am 2. Juni 1991 ersetzten täglich acht Zugpaare der Interregio-Linie 27 Nürnberg – Stuttgart – Karlsruhe (davon ein Zugpaar verlängert bis Coburg) fünf Schnellzug-Paare in ähnlichen Zeitlagen, so dass das Fernverkehrsangebot zwischen Nürnberg und Stuttgart auf 12 bis 13 Züge je Richtung stieg. Gleichzeitig entfielen direkte Verbindungen Richtung Heilbronn.
Ab 1995 wurden nach und nach alle Interregio-Züge mit Steuerwagen für einen Wendezugbetrieb ausgestattet. Gleichzeitig nahm die Zahl der Schnellzüge mit weiter entfernten Zielen wie Berlin, Prag, Konstanz oder Mailand stetig ab. Mit der Einstellung des Interregio wurde die Interregio-Linie 27 zum 15. Dezember 2002 zur Intercity-Linie 61. Für die Fahrgäste hatte das mitunter deutliche Preissteigerungen zur Folge, da Nahverkehrstickets und Sonderangebote wie die Ländertickets in den ICs nur mit Aufpreis oder gar nicht galten. Die Nachfrage ging deutlich zurück, worauf die DB mit Zugstreichungen vor allem an Wochenenden und in den Tagesrandlagen reagierte.
Am 2. Juni 1991 endete der Halt von Schnellzügen in Dombühl und das Angebot dort erreichte mit drei Fahrtmöglichkeiten pro Tag und Richtung seinen Tiefststand. Die Eilzüge hielten in beiden Richtungen planmäßig auf Gleis 1, die anderen Bahnsteige wurden nur noch selten für Sonderzüge genutzt. Nach der Regionalisierung bestellte die Bayerische Eisenbahngesellschaft ab dem 2. Juni 1996 Regionalbahn-Züge im Halbstundentakt zwischen Nürnberg und Ansbach. Hinzu kamen Regional-Express-Züge Nürnberg–Stuttgart, die zwischen Nürnberg und Crailsheim zunächst in Roßtal, Heilsbronn, Wicklesgreuth, Ansbach, Dombühl und Crailsheim hielten. Ihr Zweistundentakt hatte anfangs noch einige Lücken, die in den folgenden zehn Jahren nach und nach geschlossen wurden. Am 15. Dezember 2002 wurde im Bahnhof Schnelldorf mit zwei neuen Außenbahnsteigen westlich der ehemaligen Bahnsteige der Personenverkehr wieder aufgenommen.
Gegenwärtig sind im Fernverkehr Intercity der Linie 61 (Nürnberg – Stuttgart – Karlsruhe) unterwegs. Der ursprünglich für Dezember 2017 angekündigte Einsatz von Doppelstock-Intercitys (IC2) für diese Linie verzögerte sich bis Ende 2018. Seither werden auf der Strecke IC2 mit neuen Bombardier-Loks des Typs 147.5 eingesetzt, wobei die Kunden erhebliche Störungen erlebten. Als Ursache wurden Softwareprobleme bei den neuen Zügen genannt.
Im Regionalverkehr übernahm im Dezember 2019 die Arverio Baden-Württemberg (ehemals: Go-Ahead) die Regional-Express-Linie 90 Nürnberg – Crailsheim – Stuttgart. Im Laufe des Fahrplanjahres 2019/2020 werden neue Triebzüge des Typs Stadler Flirt die zuvor eingesetzten Wendezüge ablösen, die aus Elektrolokomotiven der Baureihen 111 oder 143 und Doppelstockwagen bestanden. Die S-Bahn verkehrt mit Zügen der Baureihe 442 sowie der Baureihe 440.
Der Abschnitt Nürnberg – Crailsheim ist in den Verkehrsverbund Großraum Nürnberg (VGN) integriert. Mit Fahrplanwechsel 2024/2025 wurde die S4 stündlich bis Crailsheim verlängert.